# Tabitha St. Germain
Tabitha St. Germain (cunoscută anterior ca Paulina Gillis Germain, Tabitha sau Kitanou St. Germain; n. 30 octombrie 1964, Boston, Massachusetts, SUA) este o actriță și cântăreață canadiană.
1. ↑  „Tabitha St. Germain”, Internet Movie Database